# Brigitta Olofsdotter
Brigitta Olofsdotter var en svensk nunna och abbedissa i Sko kloster i Uppland under 1400-talet
Brigitta Olovsdotter blev medlem i Sko kloster år 1460, när hennes far Olof Sunvallsson donerade gårdarna Kil och Västra Tibble i Tillinge socken till klostret som hennes inträdesavgift. Hon är omnämnd som abbedissa år 1464. Under hennes tid som föreståndare blev Sko kloster delaktigt i alla de goda gärningar som utfördes inom Norden av dominikanorden 1478 och franciskanorden 1480.    
Brigitta Olofsdotter blev välkänd och fick beröm för sina bidrag till finansieringen av "grekerna i deras krig mot turkarne och tartarerna" år 1464. Hon mottog därför ett avlatsbrev 20 augusti 1484. År 1489 omnämnes en ny abbedissa som föreståndare.   